# Samuel Woodward
Samuel Woodward (Norwich, 3 de outubro de 1790 — 14 de janeiro de  1838) foi um geólogo e antiquário inglês.
Seu filho mais velho,  Bernard Bolingbroke Woodward (1816-1869), foi bibliotecário e encarregado das impressões do Castelo de Windsor de 1860 até sua morte. Seu segundo filho,  Samuel Pickworth Woodward (1821-1865), foi  geólogo e professor. O filho mais novo,  Henry Woodward (1832-1921) foi também um notável geólogo.
O filho de Samuel Pickworth Woodward ,  Horace Bolingbroke Woodward (1848-1914), foi assistente-bibliotecário e posteriormente assistente-diretor da Sociedade Geológica. Foi também presidente da Associação dos geólogos, e publicou muitos trabalhos sobre geologia.

## Obras
- "A Synoptical Table of British Organic Remains" (1830), o primeiro trabalho do gênero no Grã-Bretanha
- "An Outline of the Geology of Norfolk" (1833)
- "The Norfolk Topographers Manual" (1842),  publicado  postumamente
- "The History and Antiquities of Norwich Castle" (1847), publicado  postumamente